# Svet ptic
Svet ptic je slovenska poljudna revija s področja ornitologije in varstva narave, ki jo izdaja Društvo za opazovanje in proučevanje ptic Slovenije. Izhaja od leta 1994. Do leta 1999 je izhajala pod imenom Novice DOPPS. 
Letno izidejo štiri številke.